# Sakis Ruvàs
Anastàssios «Sakis» Ruvàs (en grec: Σάκης Ρουβάς) (Corfú, 5 de gener de 1972) és un cantant grec, tot i que també va intervenir en obres de teatre i va guanyar diversos premis en gimnàstica i en salt amb perxa.
Malgrat que a Grècia i Xipre té una llarga carrera musical, fora d'aquests països és conegut principalment per haver representat Grècia al Festival d'Eurovisió en dues ocasions, el 2004 a Istanbul, Turquia, i el 2009 a Moscou, Rússia.
El 2006, a Atenes, va ser copresentador del festival, juntament amb Maria Menunos.